# Easy Aloha's
De Easy Aloha's zijn een Nederlandse easytuneband, bestaande uit Bas Albers en Gerard Janssen. Ze begonnen als dj-duo in 1995 op de maandelijkse Easy Tune-avonden in de RoXY in Amsterdam. Hun hitsingle Aloha uit 1996, een samenwerking met het synthesizerduo Arling & Cameron, bereikte de 36e plaats in de Top 100.
Na een stilte van een paar jaar bracht het duo in 2007 een cd voor kinderen op de markt met als titel Eddie Ekster maakt een lied. In 2008 verzorgden ze de soundtrack voor de film Links van Froukje Tan.
Het duo schreef twee boeken: Zeepaardje met een hoed op (2006) en Gaten en andere dingen die er niet zijn (2008).